# Davidson (Oklahoma)
Davidson – miasto w Stanach Zjednoczonych, w stanie Oklahoma, w hrabstwie Tillman.